# Langgar Jaya
Langgar Jaya is een bestuurslaag in het regentschap Kepahiang van de provincie Bengkulu, Indonesië. Langgar Jaya telt 496 inwoners (volkstelling 2010).